# Brit Awards 1994
Les Brit Awards 1994 ont lieu le 14 février 1994 à l'Alexandra Palace à Londres. Il s'agit de la 14e cérémonie des Brit Awards, présentée par Elton John et RuPaul. Elle est enregistrée et diffusée à la télévision sur la chaîne ITV.
La dance music est désormais spécifiquement récompensée avec la catégorie meilleur artiste dance britannique, tandis que le prix de meilleur disque de musique classique n'est plus attribué.

## Interprétations sur scène
Plusieurs chansons sont interprétées lors de la cérémonie :
- Björk et PJ Harvey : (I Can't Get No) Satisfaction
- Bon Jovi feat. Brian May et Dina Carroll : I'll Sleep When I'm Dead
- Elton John et RuPaul : Don't Go Breaking My Heart
- Meat Loaf : I'd Do Anything for Love (But I Won't Do That)
- Pet Shop Boys : Go West
- Stereo MC's : Connected
- Take That : Medley des Beatles
- Van Morrison feat. Shane MacGowan : Have I Told You Lately

## Palmarès
Les lauréats apparaissent en caractères gras.

### Meilleur album britannique
- Connected de Stereo MC's
  - So Close de Dina Carroll
  - Emergency on Planet Earth de Jamiroquai
  - Ten Summoner's Tales de Sting
  - Suede de Suede

### Meilleur single britannique
- Pray de Take That
  - Boom-Shak-A-Lak de Apache Indian (en)
  - Don't Be a Stranger de Dina Carroll
  - Dreams de Gabrielle
  - Moving On Up de M People
  - Regret de New Order
  - Creep de Radiohead
  - Oh Carolina de Shaggy
  - Animal Nitrate de Suede
  - Wild Wood de Paul Weller

Note : Le vainqueur est désigné par un vote des auditeurs de BBC Radio 1. 

### Meilleur artiste solo masculin britannique
- Sting
  - Apache Indian (en)
  - Van Morrison
  - Rod Stewart
  - Paul Weller

### Meilleure artiste solo féminine britannique
- Dina Carroll
  - Beverley Craven
  - Gabrielle
  - PJ Harvey
  - Shara Nelson

### Meilleur groupe britannique
- Stereo MC's
  - Jamiroquai
  - M People
  - Suede
  - Take That

### Meilleure vidéo britannique
- Pray de Take That
  - Jump They Say de David Bowie
  - I Feel You de Depeche Mode
  - Steam de Peter Gabriel
  - Dreams de Gabrielle
  - Too Young to Die de Jamiroquai
  - Regret de New Order
  - Go West de Pet Shop Boys
  - Fields of Gold de Sting
  - Animal Nitrate de Suede

Note : Le vainqueur est désigné par un vote des téléspectateurs de MTV Europe.

### Meilleur producteur britannique
- Brian Eno
  - Flood
  - Nellee Hooper
  - M People
  - Youth

### Révélation britannique
- Gabrielle
  - Apache Indian (en)
  - Jamiroquai
  - Shara Nelson
  - Suede

### Meilleur artiste dance britannique
- M People
  - Apache Indian (en)
  - Jamiroquai
  - The Shamen
  - Stereo MC's

### Meilleur artiste solo masculin international
- Lenny Kravitz
  - Terence Trent D'Arby
  - Billy Joel
  - Meat Loaf
  - Neil Young

### Meilleure artiste solo féminine internationale
- Björk
  - Mariah Carey
  - Nanci Griffith
  - Janet Jackson
  - Tina Turner

### Meilleur groupe international
- Crowded House
  - Nirvana
  - Pearl Jam
  - Spin Doctors
  - U2

### Révélation internationale
- Björk
  - 4 Non Blondes
  - Rage Against the Machine
  - Spin Doctors
  - SWV

### Meilleure bande originale de film
- The Bodyguard de Whitney Houston et divers artistes
  - Nuits blanches à Seattle (Sleepless in Seattle) de divers artistes
  - Reservoir Dogs de divers artistes
  - Le Livre de la jungle (The Jungle Book) de Basil Poledouris
  - What's Love Got to Do with It de Tina Turner

### Contribution exceptionnelle à la musique
- Van Morrison

### Album et single les plus vendus
- Bat Out of Hell II: Back Into Hell et I'd Do Anything for Love (But I Won't Do That) de Meat Loaf

## Artistes à nominations multiples
- 5 nominations :
  - Jamiroquai
  - Suede

- 4 nominations :
  - Apache Indian
  - Gabrielle
  - M People

- 3 nominations :
  - Dina Carroll
  - Stereo MC's
  - Sting
  - Take That

- 2 nominations :
  - Björk
  - Shara Nelson
  - New Order
  - Spin Doctors
  - Tina Turner
  - Paul Weller

## Artistes à récompenses multiples
- 2 récompenses :
  - Björk
  - Stereo MC's
  - Take That